# دار نشر آرماتان
 دار نشر آرماتان (بالفرنسية: Éditions L'Harmattan)‏ هي دار نشر فرنسية وواحدة من أكبر دور النشر الموجودة في باريس، أنشأها دينيس بريان وروبرت أكينو في عام 1975، أخذت اسمها من ريح غرب إفريقيا هرمتان (رياح) . آرماتان متخصصة في نشر العلوم الإنسانية الناطقة بالفرنسية.
يقوم الناشر بعقد حساب الناشر مع حقوق الطبع والنشر بنسبة 0 ٪ على 1000 الأولى ثم 500 نسخة.
لديها بنائين في أوروبا خارج فرنسا وفي كندا والولايات المتحدة الأمريكية، وأحد عشر مبنى في شمال أفريقيا وأفريقيا.

## التنطيم
في عام 2010 كان لدى دار نشر آرماتان أكثر من 100 موظف و 400 مدير مجموعة.
لدار نشر آرماتان هيكلان في أوروبا (لهرماتان إيطاليا ولارماتان المجر) وواحد في كندا وآخر في الولايات المتحدة وتسع مبان في إفريقيا (بوركينا فاسو ، الكاميرون ، الكونغو وجمهورية الكونغو الديمقراطية ؛ ساحل العاج ، غينيا ، مالي ، موريتانيا ، السنغال).